# Elobey Grande
Elobey Grande ist eine Insel vor der Küste des westafrikanischen Staates Äquatorialguinea. Sie liegt nahe dem Ästuar des Rio Muni. Die Insel wird nur von wenigen Menschen bewohnt.
Die kleinere, heute unbewohnte Nachbarinsel Elobey Chico war in Zeiten der Kolonialisierung durch die Spanier Hauptstadt der Provinz Rio Muni (heute Mbini).
Gemeinsam mit dieser Insel bildet Elobey Grande die Inselgruppe Islas de Elobey.